# 福生市立福生第一小学校
福生市立福生第一小学校（ふっさしりつ ふっさだいいちしょうがっこう）は、東京都福生市大字福生にある公立小学校。創立140周年を超える歴史ある小学校である。

## 概要

### 教育目標
140年を超える長年に亘る伝統を継承し、発展させるため、創造性と先進性のある学校教育の推進を図ります。 生涯学習の視点に立ち、心身ともに健康で知識基盤社会及び国際社会の中でたくましく生きる人間性豊かな児童を育成するため、次の目標を設定します。
1. 考えを深める子ども
2. 心豊かな子ども
3. 進んで体をきたえる子ども

## 沿革
- 1873年（明治6年） - 長徳寺本堂を仮校舎として前身の福生学舎が開校 。当時の学区は、福生村・熊川村（以上２ケ村は現・福生市）、川崎村・羽村（はねむら）・五ノ神村（以上３ケ村は現・羽村市）の５ケ村であった[2]。
- 1875年（明治8年） - 福生学校と改称[2]。
- 1876年（明治9年） - 東多摩学校と改称[2]。
- 1878年（明治11年） - 加美1198番地に校舎（通称：宮本校舎）を新築し、移転[2]。
- 1892年（明治25年） - 学区を福生村のみに変更[2]。
- 1908年（明治41年） - 福生小学校と改称[2]。
- 1909年（明治42年） - 現在地(大字福生1055番地）に校舎を新築し、移転[2]。
- 1947年（昭和22年） - 福生第一小学校と改称[2]。
- 1964年（昭和39年） - 鉄筋防音校舎が完成[3]。

## 通学区域
- 【自治会名[4]】本町第一、本町、本町中央、本町第六、本町第七、本町八第一、武蔵野台一丁目（武蔵野台通り以北及び武蔵野台一丁目16番地6から同番地8までを除く。）[5]
- 福生第四小学校、福生第六小学校とともに、福生第二中学校の通学区域を構成する[6]。

## 交通アクセス
- 青梅線福生駅下車　西口から徒歩4分 [7]